# Jonny König

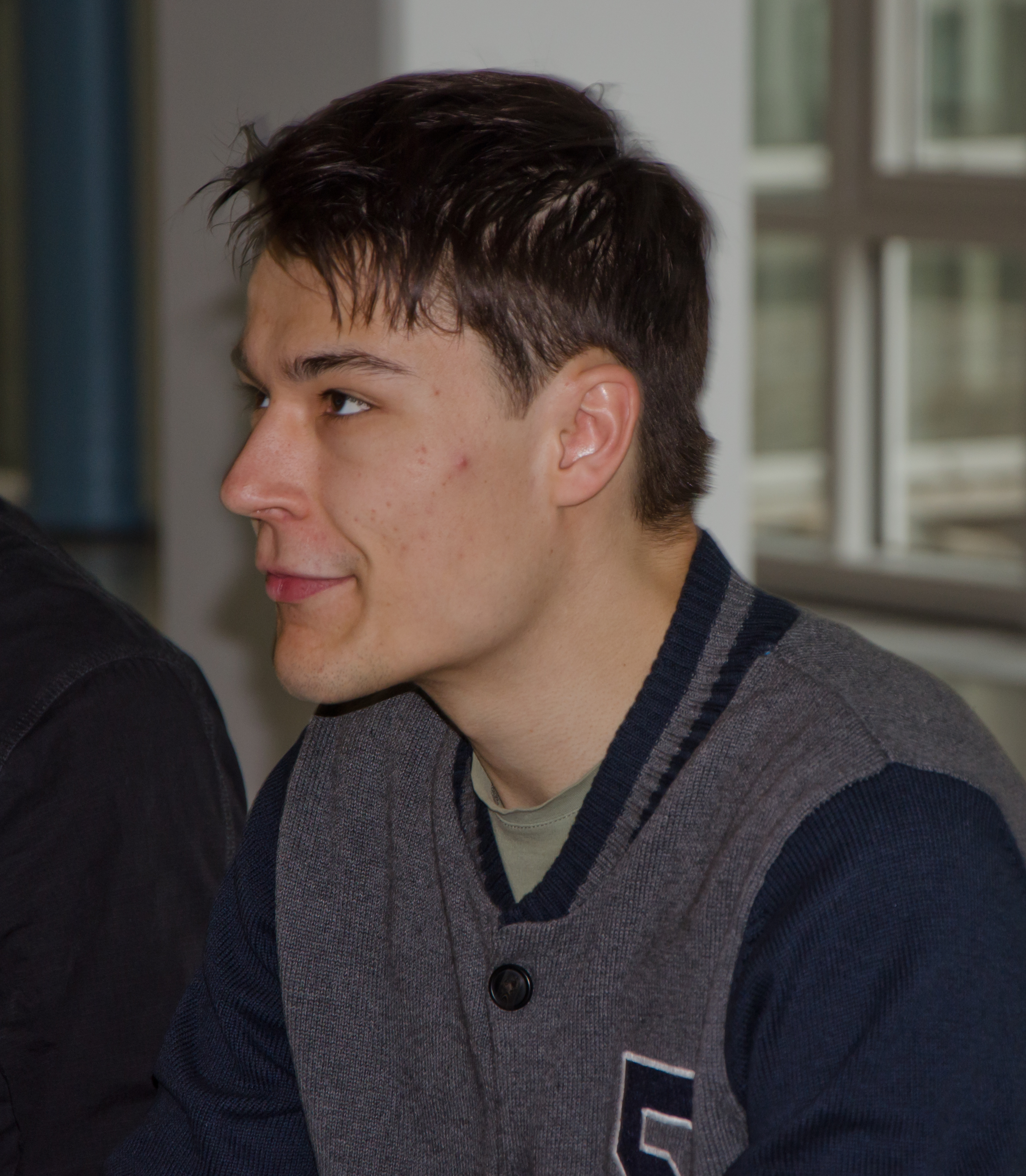
Jonny König, 2015

Jonny König (* 1988 in Ludwigsburg; bürgerlich Jonathan König) ist ein deutscher Schlagzeuger und Komponist.

## Leben
König begann mit acht Jahren Schlagzeug zu spielen. Nach dem Abitur absolvierte er das 10-Wochen-Studium am Drummer’s Institute in Düsseldorf sowie den Popkurs in Hamburg. Anschließend studierte er Popmusikdesign an der Popakademie Baden-Württemberg und schloss sein Studium 2013 mit dem Bachelor of Arts ab.
Jonny König erlangte durch sein Schlagzeugstück Stoiber On Drums 2013 bundesweit mediale Aufmerksamkeit. In dem Stück begleitet König eine bekannte Rede des Politikers Edmund Stoiber am Schlagzeug. Unter anderem trat König damit am 18. Februar 2012 live in Stefan Raabs Fernsehshow TV Total auf.
Von 2013 bis 2017 war Jonny König Schlagzeuger der Söhne Mannheims, mit denen er mehrere Tourneen spielte und sowohl Studio- als auch Livealben veröffentlichte. Als Schlagzeuger tourte er ab 2010 fest mit dem Indie Singer/Songwriter Hannes Wittmer alias Spaceman Spiff, mit dem er außerdem drei Studio-Alben aufnahm.
2010 gründete König mit Joda Foerster, Ben Jost, Felix Heinicke und Lorenz Schimpf den Comedy-Drum-Act Die Schlagzeugmafia. Diese wurde 2016 mit dem Kleinkunstpreis Baden-Württemberg, sowie 2018 mit dem Publikumspreis des europäischen Kleinkunstpreises Niederstätter surPrize ausgezeichnet.
2021 veröffentlichte Jonny König unter eigenem Namen das instrumentale Schlagzeug-Soloalbum Deep Space Transport.

## Preise und Auszeichnungen
König ist Stipendiat der Kunststiftung Baden-Württemberg (2021). Während seines Studiums wurde König 2012 für seine künstlerische Arbeit mit dem „stArt Stipendium“ der KPMG und dem „60 Jahre Baden-Württemberg Stipendium“ ausgezeichnet. Für seine Mitwirkung an dem Söhne Mannheims Album, Evoluzion – 20 Jahre erhielt König eine Goldene Schallplatte.

## Diskografie (Auszug)
Eigene Veröffentlichungen:
- Jonny König, „Stoiber On Drums“ (Single, Leoni) 2013
- LaKœur, „LaKœur“ (EP, Not On Label) 2017
- Jonny König, „Deep Space Transport“ (Album, Not On Label) 2021

Bandveröffentlichungen:
- Spaceman Spiff, „...und im Fenster immer noch Wetter“ (mairisch), 2011 Spaceman Spiff, „Endlich Nichts“ (Grand Hotel van Cleef), 2014
- Söhne Mannheims, „ElyZion“ (tonpool) 2014
- Söhne Mannheims, „Evoluzion – 20 Jahre“ (tonpool) 2015
- Söhne Mannheims, „Evoluzion live“ (tonpool) 2015
- Randale Und Liebe, „Für Euch Immer Noch Wir“ (Not On Label) 2016 Söhne Mannheims, „MannHeim“ (tonpool) 2017
- Söhne Mannheims, „MannHeim live“ (tonpool) 2017
- Otago, „Otago“ (mairisch), 2017
- Hannes Wittmer, „Das Große Spektakel“ (Not On Label) 2018
- Randale Und Liebe, „Bis die Mandoline bricht“ (Not On Label) 2020